# Iasmin Latovlevici
Iasmin Latovlevici (Újmoldova, 1986. május 11. –) román válogatott labdarúgó, hátvéd.

## Pályafutása

### Klubcsapatokban
Latovlevici eddig számos román (CFR Timișoara, Politehnica Timișoara, Gloria Bistrița, Steaua București) és török (Gençlerbirliği, Kardemir Karabükspor, Galatasaray, Bursaspor) csapatban megfordult. 2020 februárjában szerződtette őt a magyar élvonalbeli Kisvárda csapata.

### A válogatottban
2011. június 7-én mutatkozott be a román válogatottban egy Brazília elleni barátságos mérkőzésen.

## Magánélete
2013 júniusában Latovlevici feleségül vette partnerét, Roxanát egy temesvári szerb templomban. Az esküvőn korábbi csapattársa a Politehnica Timișoara csapatából, Costel Pantilimon volt a tanú.

## Statisztika

### Klubcsapatokban
| Klub                         | Szezon           | Bajnokság        | Bajnokság | Bajnokság | Kupa  | Kupa  | Ligakupa | Ligakupa | Nemzetközi | Nemzetközi | Egyéb | Egyéb | Összes | Összes |
| Klub                         | Szezon           | Liga             | Mérk.     | Gólok     | Mérk. | Gólok | Mérk.    | Gólok    | Mérk.      | Gólok      | Mérk. | Gólok | Mérk.  | Gólok  |
| ---------------------------- | ---------------- | ---------------- | --------- | --------- | ----- | ----- | -------- | -------- | ---------- | ---------- | ----- | ----- | ------ | ------ |
| Politehnica Timișoara        | 2005–06          | Divizia A        | 2         | 0         | 0     | 0     | —        | —        | —          | —          | —     | —     | 2      | 0      |
| Politehnica Timișoara        | 2006–07          | Liga I           | 2         | 0         | 1     | 0     | —        | —        | —          | —          | —     | —     | 3      | 0      |
| Politehnica Timișoara        | 2007–08          | Liga I           | 7         | 0         | 0     | 0     | —        | —        | —          | —          | —     | —     | 7      | 0      |
| Politehnica Timișoara        | 2008–09          | Liga I           | 20        | 0         | 3     | 0     | —        | —        | 0          | 0          | —     | —     | 23     | 0      |
| Politehnica Timișoara        | 2009–10          | Liga I           | 2         | 0         | 0     | 0     | —        | —        | 2          | 0          | —     | —     | 4      | 0      |
| Politehnica Timișoara        | Összesen         | Összesen         | 33        | 0         | 4     | 0     | —        | —        | 2          | 0          | —     | —     | 39     | 0      |
| CFR Timișoara (kölcsönben)   | 2005–06          | Divizia B        | 14        | 0         | 0     | 0     | —        | —        | —          | —          | —     | —     | 14     | 0      |
| Gloria Bistrița (kölcsönben) | 2009–10          | Liga I           | 12        | 0         | —     | —     | —        | —        | —          | —          | —     | —     | 12     | 0      |
| Steaua București             | 2010–11          | Liga I           | 27        | 0         | 4     | 1     | —        | —        | 8          | 0          | —     | —     | 39     | 1      |
| Steaua București             | 2011–12          | Liga I           | 22        | 1         | 1     | 0     | —        | —        | 9          | 0          | 1     | 0     | 33     | 1      |
| Steaua București             | 2012–13          | Liga I           | 24        | 2         | 0     | 0     | —        | —        | 13         | 2          | —     | —     | 37     | 4      |
| Steaua București             | 2013–14          | Liga I           | 25        | 3         | 4     | 1     | —        | —        | 12         | 1          | 1     | 0     | 42     | 5      |
| Steaua București             | 2014–15          | Liga I           | 12        | 1         | 1     | 0     | 2        | 0        | 10         | 0          | 1     | 0     | 26     | 1      |
| Steaua București             | Összesen         | Összesen         | 110       | 7         | 10    | 2     | 2        | 0        | 52         | 3          | 3     | 0     | 177    | 12     |
| Gençlerbirliği               | 2015–16          | Süper Lig        | 10        | 0         | 1     | 0     | —        | —        | —          | —          | —     | —     | 11     | 0      |
| Karabükspor                  | 2016–17          | Süper Lig        | 30        | 3         | —     | —     | —        | —        | —          | —          | —     | —     | 30     | 3      |
| Galatasaray                  | 2017–18          | Süper Lig        | 10        | 0         | 5     | 0     | —        | —        | —          | —          | —     | —     | 15     | 0      |
| Bursaspor                    | 2018–19          | Süper Lig        | 25        | 3         | 1     | 0     | —        | —        | —          | —          | —     | —     | 26     | 3      |
| Bursaspor                    | 2019–20          | TFF First League | 14        | 1         | 1     | 0     | —        | —        | —          | —          | —     | —     | 15     | 1      |
| Bursaspor                    | Összesen         | Összesen         | 39        | 4         | 2     | 0     | —        | —        | —          | —          | —     | —     | 41     | 4      |
| CFR Cluj                     | 2020–21          | Liga I           | 7         | 0         | 1     | 0     | —        | —        | 1          | 0          | 0     | 0     | 9      | 0      |
| CFR Cluj                     | 2021–22          | Liga I           | 5         | 1         | 0     | 0     | —        | —        | 2          | 0          | 0     | 0     | 7      | 1      |
| CFR Cluj                     | Összesen         | Összesen         | 12        | 1         | 1     | 0     | 0        | 0        | 3          | 0          | 0     | 0     | 16     | 1      |
| Argeș Pitești                | 2021–22          | Liga I           | 24        | 1         | 4     | 0     | —        | —        | —          | —          | —     | —     | 28     | 1      |
| Argeș Pitești                | 2022–23          | Liga I           | 11        | 0         | 1     | 0     | —        | —        | —          | —          | —     | —     | 12     | 0      |
| Argeș Pitești                | Összesen         | Összesen         | 35        | 1         | 5     | 0     | —        | —        | —          | —          | —     | —     | 40     | 1      |
| Karrier összesen             | Karrier összesen | Karrier összesen | 305       | 16        | 28    | 2     | 2        | 0        | 57         | 3          | 3     | 0     | 395    | 21     |

Jegyzetek
1. ↑  Magában foglalja a Román szuperkupában való pályára lépéseit.
2. 1 2 3  Mérkőzése(i) a Bajnokok Ligájában
3. 1 2 3 4  Mérkőzése(i) az Európa Ligában
4. ↑  Mérkőzése(i) a Bajnokok Ligájában: (hat mérkőzés) és az Európa Ligában (négy mérkőzés)

### A válogatottban
| Románia  | Románia | Románia |
| Év       | Mérk.   | Gólok   |
| -------- | ------- | ------- |
| 2011     | 3       | 0       |
| 2012     | 3       | 0       |
| 2013     | 3       | 0       |
| 2016     | 2       | 0       |
| 2017     | 2       | 0       |
| Összesen | 13      | 0       |

## Sikerei, díjai
Steaua București
- Román bajnok: 2012-13, 2013-14, 2014-15
- Román kupagyőztes: 2010-11, 2014-15
- Román szuperkupa-győztes: 2013
- Cupa Ligii-győztes: 2014–15

 Galatasaray
- Török bajnok: 2017-18

 CFR Cluj
- Román bajnok: 2020-21, 2021-22
- Román szuperkupa-győztes: 2020[5]